# Романски, Адель
Аде́ль Мари́ Рома́нски (англ. Adele Marie Romanski; род. 10 ноября 1982 года, Сарасота, Флорида, США) — американский продюсер. Обладательница премии «Оскар» за продюсирование фильма «Лунный свет» (2016).

## Личная жизнь
Романски родилась в Сарасоте, штат Флорида, и выросла в Венисе. Она окончила школу «Pine View» в Оспри в 2001 году, и в 2004 году выпустилась из Университета штата Флорида, где училась вместе с Барри Дженкинсом.
Романски замужем за кинооператором Джеймсом Лэкстоном.

## Карьера
Вдобавок к карьере продюсера Романски также написала и сняла полнометражный фильм «Оставьте меня также как нашли» (2012).

## Фильмография

### Как продюсер

#### Кино
| Год  | Название на русском                | Оригинальное название              | Режиссёр             | Примечания |
| ---- | ---------------------------------- | ---------------------------------- | -------------------- | --- |
| 2010 | Миф об американской вечеринке      | The Myth of the American Sleepover | Дэвид Роберт Митчелл | Номинация — Премия «Независимый дух» за лучшее продюсирование |
| 2010 | Бесплатный билет                   | The Freebie                        | Кэти Аселтон         | |
| 2012 | Остров смерти                      | Black Rock                         | Кэти Аселтон         | |
| 2013 | Майло                              | Bad Milo!                          | Джейкоб Вон          | |
| 2014 | Военная история                    | War Story                          | Марк Джексон         | Сопродюсер |
| 2016 | Кросы                              | Kicks                              | Джастин Типпинг      | |
| 2016 | Моррис из Америки                  | Morris from America                | Чад Хэртиган         | |
| 2016 | Лунный свет                        | Moonlight                          | Барри Дженкинс       | Премия «Оскар» за лучший фильм Премия британского независимого кино за лучший иностранный независимый фильм Премия «Золотой глобус» за лучший фильм — драма Премия «Независимый дух» за лучший фильм Номинация — Премия BAFTA за лучший фильм Номинация — Премия Гильдии продюсеров США за лучший кинофильм |
| 2017 | Близнецы                           | Gemini                             | Аарон Кац            | |
| 2018 | Под Сильвер-Лэйк                   | Under the Silver Lake              | Дэвид Роберт Митчелл | |
| 2018 | Если Бил-стрит могла бы заговорить | If Beale Street Could Talk         | Барри Дженкинс       | |

#### Телевидение
| Год  | Название на русском | Оригинальное название     | Примечания |
| ---- | ------------------- | ------------------------- | ---------- |
| 2017 | Девушка по вызову   | The Girlfriend Experience | 2 сезон    |